# Mireya Lafuente
Mireya Albertina La Fuente Vergara, conocida como Mireya LaFuente (Santiago, 31 de mayo de 1905 - Santiago, 24 de junio de 1976) era una pintora y artista visual chilena.

## Biografía
Su educación inicia en el Liceo no.1 de Santiago de Chile. Sus estudios artísticos se refieren solo a un curso de profesores de Dibujo del Instituto Pedagógico, en Santiago de Chile.
En 1931, fue enviada por el gobierno chileno a Europa en misión cultural. En 1941, es invitada a viajar a México por el gobierno de ese país. Entre 1944 y 1945 viajó a Estados Unidos y en 1952, a China.
Ejerció la docencia en los Liceos N°1 y N° 6 de Niñas de Santiago; amiga de Gabriela Mistral con quien realizó actividades culturales de extensión hacia los sectores populares.
Fallece en la Clínica Alemana de Santiago de Chile, luego de estar por más de veinte días hospitalizada.

## Obra
Se especializó en la pintura espacial, con formas marinas que buceaban en el fondo del océano y que su autora denominó Escafandrismo. En sus palabras: "El Escafandrismo no es una improvisación ni un motivo snob que pase de moda: es un estudio serio que interpreta el momento actual de la humanidad y prolonga su visión hacia el futuro".
Sus obras han sido expuestas en el Museo Municipal de Viña del Mar, Palacio de Bellas Artes de México, Academia de Bellas Artes de Pekín y en la Permanent Collection International Business Machines Corporation de Nueva York.